# Francuska Federacja Koszykówki
Francuska Federacja Koszykówki (franc. Fédération Française de Basketball) – federacja zarządzająca koszykówką we Francji, utworzona w 1932.
Federacja zarządza we Francji kadrami narodowymi mężczyzn i kobiet w koszykówce 5x5 i 3x3, organizuje Puchar Francji mężczyzn i kobiet oraz mistrzostwa amatorskie i profesjonalne mężczyzn i kobiet – Ligue Nationale de Basketball (LNB Pro A) i Ligue Féminine de Basketball (LFB). Publikuje także magazyn koszykarski. 

## Kluby francuskiej ligi męskiej najwyższego poziomu –LNB Pro A
(sezon 2022–23)
- Boulogne-Levallois (Metropolitans 92)
- Bourg-en-Bresse (JL Bourg Basket)
- Cholet (Cholet Basket)
- Blois (ADA Blois Basket)
- Dijon (JDA Dijon)
- Fos-sur-Mer (Fos Provence Basket)
- Gravelines-Dunkerque (BCM Gravelines-Dunkerque)
- Le Mans (Le Mans Sarthe Basket)
- Le Portel (ESSM Le Portel)
- Limoges (CSP Limoges)
- Lyon-Villeurbanne (ASVEL Basket)
- Monako (AS Monako Basket)
- Nanterre (Nanterre 92)
- Nancy (SLUC Nancy Basket Pro)
- Paryż (Paryż Basketball)
- Pau-Lacq-Orthez (Élan Béarnais)
- Roanne (Chorale Roanne Basket)
- Strasburg (Strasburg IG)

## Kluby francuskiej ligi żeńskiej najwyższego poziomuLFB
(Sezon 2022–23)
- Angers (Union Féminine Angers Basket 49)
- Bourges (Tango Bourges Basket)
- Charleville-Mézières (Flammes Carolo Basket Ardennes)
- Tuluza (Tuluza Metropole Basket)
- Landerneau (Landerneau Bretagne Basket)
- Landes (Basket Landes)
- Lyon (ASVEL Féminin)
- Montpellier (BLMA)
- Roche Vendée (Roche Vendée Basket Club)
- Saint-Amand (Saint-Amand Hainaut Basket)
- Tarbes (Tarbes Gespe Bigorre)
- Villeneuve-d’Ascq (ESBVA-LM)

## Prezesi
| Data wyboru       | Prezes                                                                                      |
| ----------------- | ------------------------------------------------------------------------------------------- |
| listopad 1920     | Jean Bélanger                                                                               |
| maj 1929          | Armand Lille                                                                                |
| czerwiec 1931     | Marcel Barillé                                                                              |
| 25 czerwca 1938   | Marie-Eugène Bouge                                                                          |
| wrzesień 1940     | A. Pichon (odpowiedzialny za strefę północną) C. Pilé (odpowiedzialny za strefę południową) |
| 16 września 1944  | Charles Boizard, prezes tymczasowy                                                          |
| 13 marca 1945     | Charles Boizard                                                                             |
| 3 lipca 1956      | Paul Geist                                                                                  |
| 8 lipca 1957      | Robert Lescaret                                                                             |
| 13 grudnia 1959   | René Gibard, prezes tymczasowy                                                              |
| 5 lipca 1960      | Donatien Robin                                                                              |
| 2 lipca 1962      | Maurice Chavinier                                                                           |
| 2 lipca 1966      | Robert Busnel                                                                               |
| 13 grudnia 1980   | Robert Founs                                                                                |
| 23 marca 1985     | René David                                                                                  |
| 12 grudnia 1992   | Yvan Mainini                                                                                |
| 13 listopada 2010 | Jean-Pierre Siutat                                                                          |

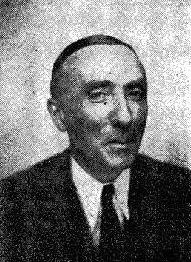
Armand Lille w 1949.
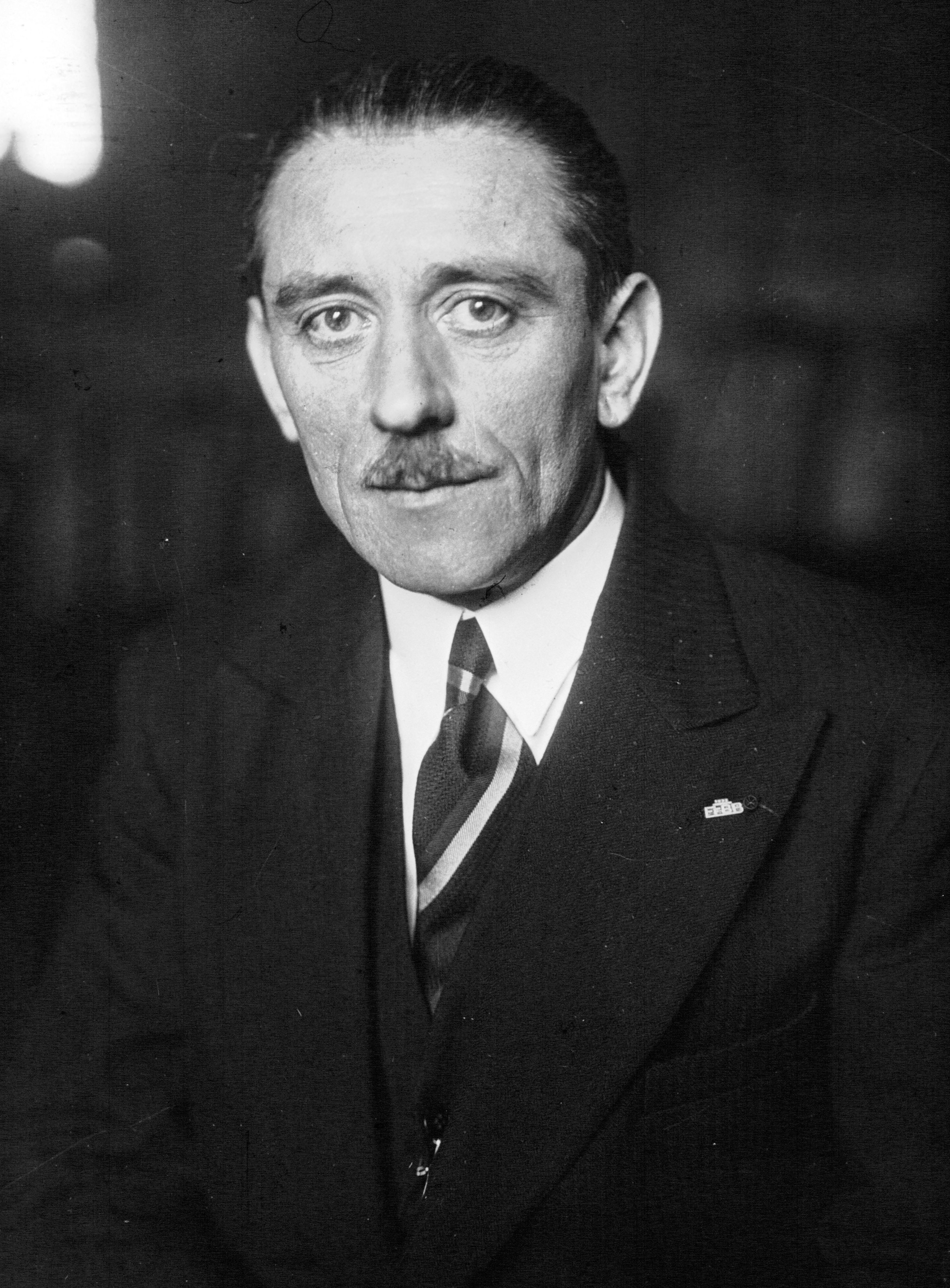
Marcel Barillé w 1932.
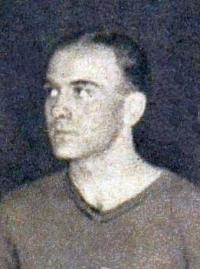
Robert Busnel w 1942.
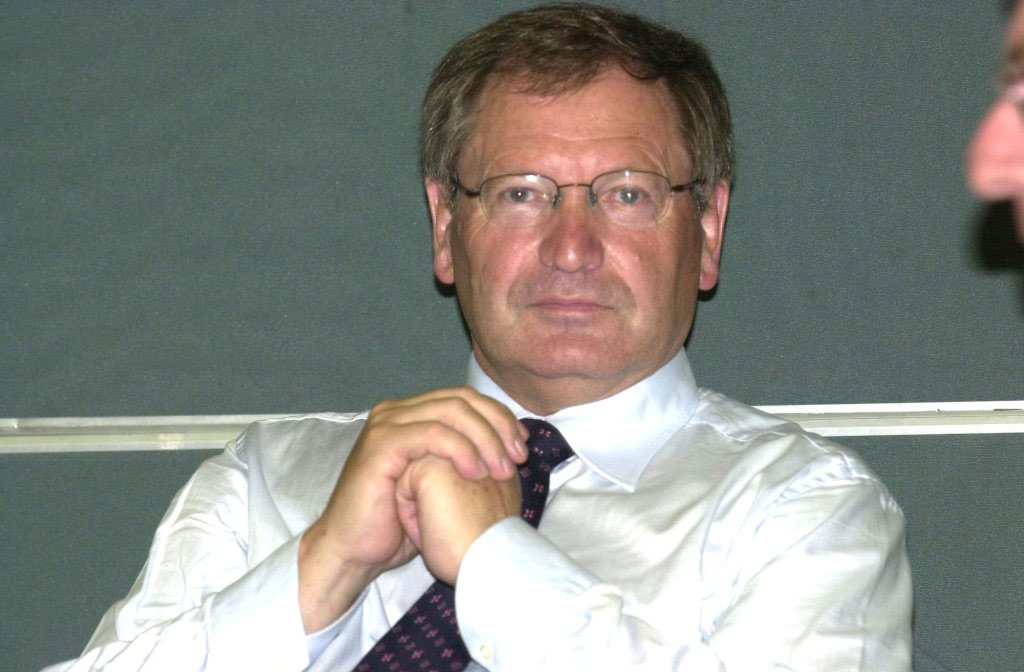
Yvan Mainini w 2008.
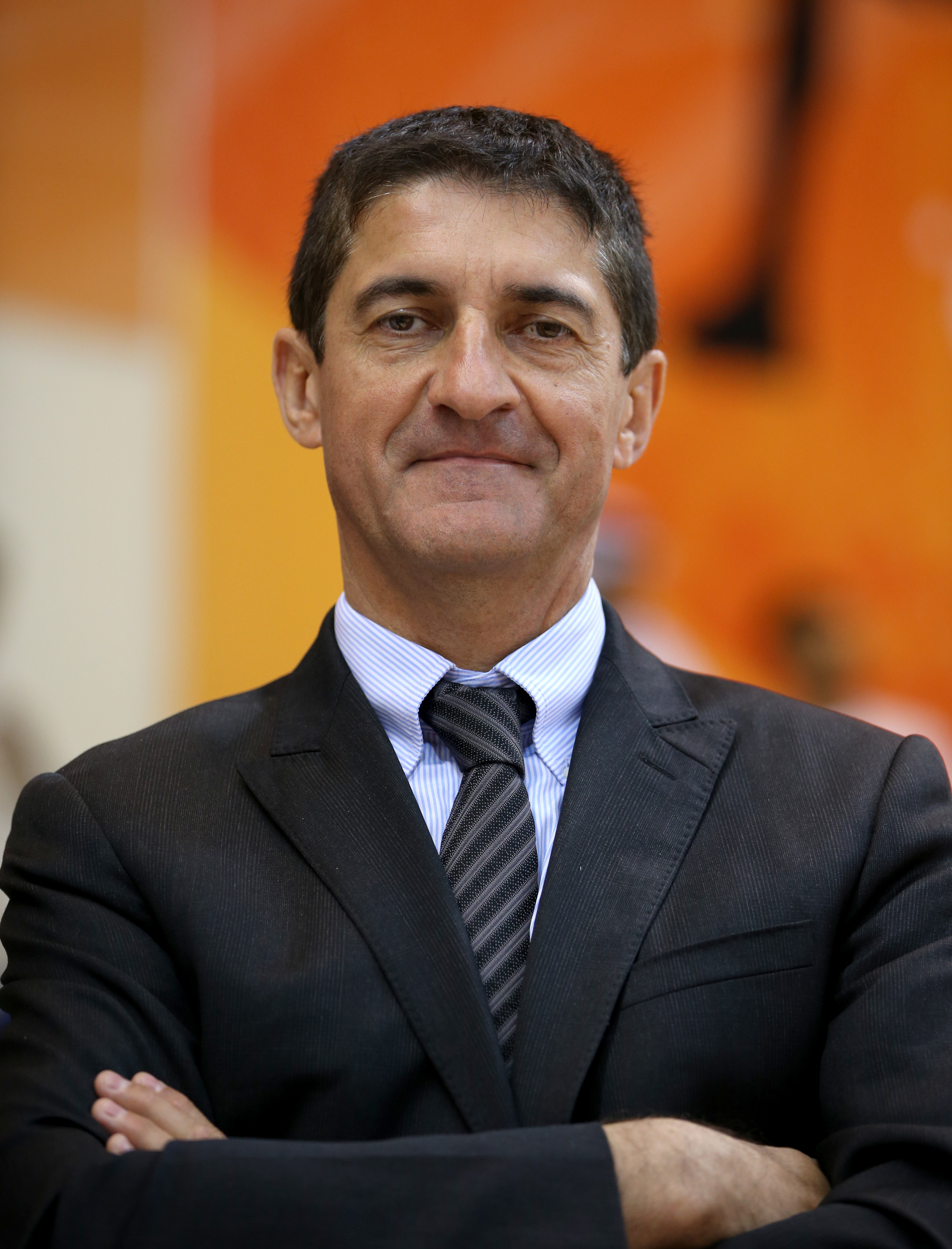
Jean-Pierre Siutat w 2015.